# Медынцево (Нижегородская область)
Меды́нцево — село в Арзамасском районе Нижегородской области. Входит в состав Кирилловского сельсовета.

## Население
| 1999 | 2002 | 2009 | 2010 |
| ---- | ---- | ---- | ---- |
| 168  | ↘131 | ↘122 | ↘74  |

## Достопримечательности
В селе находится церковь Успения Пресвятой Богородицы, построенная в 1730 году.

## Улицы
- Зелёная
- Нагорная
- Пролетарская
- Школьная